# 야코프 후터

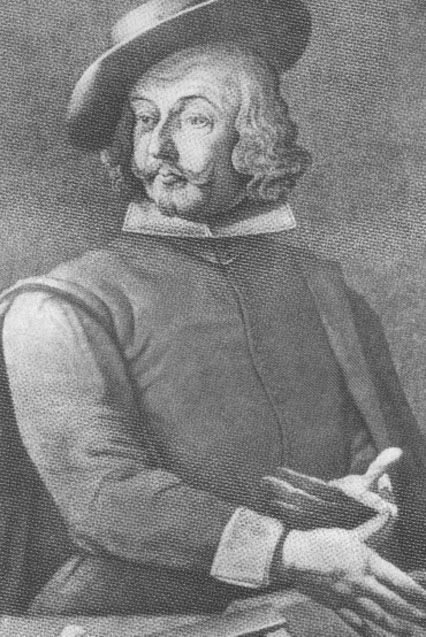
야코프 후터 (18세기 조각)

야코프 후터(독일어: Jakob Hutter, 1500년경 ~ 1536년 2월 25일)는 급진 종교개혁가이다. 오스트리아 티롤 지방의 재세례파 지도자이자 후터파의 지도자이다.
후터는 현재의 이탈리아 볼차노현(남티롤)에서 모자 장인으로 태어났다. 1520년부터 1530년 무렵까지 근본적인 종교 개혁 지도자로 활동했다. 로마 가톨릭교회가 타락하고 영적인 양식을 주지 못했기 때문에 많은 남녀가 로마 가톨릭교회를 멀리하고 있었다. 많은 신도들이 세례를 원했지만 이는 사형에 해당하는 범죄 행위였다.
1529년 합스부르크가의 탄압을 피해 피신한 재세례파 신자들이 종교적 관용을 베풀고 있던 모라바에서 후터의 지도하에 모였다. 재세례파 공동체는 비폭력주의, 성인 신자에 대한 세례를 실천했다. 후터는 모라바와 티롤 지방에서 설교하는 세례를 지도했다. 1535년 11월 30일 브란촐(Branzoll, 브론촐로(Bronzolo)) 요새에서 자신의 아내와 함께 체포되어 고문을 받았고 1536년 2월 25일 산 채로 화형당했다. 후터의 글은 그가 박해를 받았을 때에 자신의 형제 자매를 상대로 쓴 8통의 편지에 기록되어 있다.